# عشة (السياني)

تعديل مصدري - تعديل

عشة هي إحدى قرى عزلة الدامغ بمديرية السياني التابعة لمحافظة إب، بلغ تعداد سكانها 489 نسمة حسب تعداد اليمن لعام 2004.